# Gravestone
Gravestone ist eine deutsche Heavy-Metal-Band aus dem Landkreis Neu-Ulm, Bayern. Sie wurde 1977 von Berti Majdan als eine Progressive-Rock-Band gegründet und etablierte sich später als Heavy-Metal-Band. Von 1990 bis 1992 trug sie den Namen 48 Crash.

## Bandgeschichte
Der Rhythmusgitarrist Rudi Dorner und der Schlagzeuger Mike Schmidt gründeten 1975 eine dem Progressive Rock zugeneigte Rockband namens Heizkörper, der sich bald der Bassist und Sänger Berti Majdan anschloss. Unter dem ernsthafter klingenden Namen Oregon ging es weiter. Ende 1976 nahmen die Mitglieder, die sich alle aus der Schule kannten, einen weiteren ehemaligen Mitschüler auf, und zwar Wolfgang Rittner, ein Autodidakt auf der elektrischen Gitarre. Als im Frühjahr 1977 noch der Keyboarder Andy Müller hinzustieß, entledigte man sich erneut des Namens und firmierte von nun an unter der Bezeichnung „Gravestone“.
Durch beinahe tägliches Proben und wachsende Live-Erfahrung erlangten sie Routine und ihre Lieder schließlich die Spieldauer verlängernde Ausformungen inklusive Improvisationspassagen, die für den Space Rock typisch sind. Der Gedanke, eine LP zu produzieren, kam mehr von Seiten der Konzertbesucher als von den Musikern selbst, und erst das zufällige Zusammentreffen von Dorner mit den Betreibern eines frisch gegründeten Studios in Illertissen ließ sie die Produktion nach dort getätigten geglückten Demoaufnahmen dann tatsächlich im Februar 1979 angehen. Doomsday beinhaltet sieben hauptsächlich von Rittner strukturierte Stücke, von denen nur zwei mit einem Text versehen sind. Die in geschäftlichen Dingen unbedarfte Band konnte nicht überschauen, wie viele Exemplare das dem Studio angeschlossene Label verkauft hatte, ja noch nicht einmal wie viele überhaupt gepresst worden waren.
Einiges blieb bei der nächsten LP gleich, nämlich das Studio, das Label und die Auflagenhöhe, verändert hatten sich jedoch die Besetzung und die Machart der Lieder. Von der alten Besetzung spielten lediglich Dorner und Müller das Album War ein. Zweiter Gitarrist neben Dorner war darauf Sokrates „Taki“ Gradl, statt des Schlagzeugers Schmidt trommelte Dieter Behle und die Aufgaben von Majdan waren Neuzugang Dietmar „Oli“ Orlitta zugefallen. Da man des Hauptsongwriters verlustig gegangen war, wirken die Credits wie zusammengestoppelt. Es wurde ein Lied aufgenommen, das noch von Rittner stammte, ein anderes von Rittner und Majdan. Dorner hatte ein weiteres verfasst sowie an zweien mitgearbeitet, an denen jeweils auch der Manager Jürgen Stockmar einen Autorenanteil hat – nebst einmal Dieter Behle und einmal Taki Gradl. Ein Stück stammt vom internen Komponistenpaar Müller/Orlitta, eins vom externen Illertisser Bekannten Joachim Schilder. Es waren nunmehr vier englischsprachige, zwei deutschsprachige sowie ein Instrumental vertreten.
Eine Phase häufiger Musikerwechsel war damit eingeläutet worden. Erst 1982 hatte sich eine beständige Formation herausgebildet, der unter der Führung des zurückgekehrten Majdan die Gitarristen Mathias Dieth (Ex-Dust) und Klaus „Doc“ Reinelt (Ex-Solaplexus) und die unveränderte Rhythmussektion Dietmar Orlitta/Dieter Behle angehörten. Am 17. Dezember 1983 wurde im Rahmen einer Baden-Württemberg-weiten Nachwuchsfestival-Endausscheidung in der Stuttgarter Hanns-Martin-Schleyer-Halle, für die sich Gravestone in einer lokalen Ausscheidungsrunde im Juli qualifiziert hatte, ihr Konzert vom Südfunk Stuttgart live im Fernsehen und im Radio übertragen. Zu diesem Zeitpunkt hatte sich die ohnehin schon gitarrendominierte Musik hin zum Heavy Metal verschoben. Im März 1984 erhielt die Band einen Vertrag bei Scratch Records. Aufnahmen für eine LP begannen im April. Im Mai verließ Orlitta die Band, weil er sich nicht vertraglich binden wollte und wurde durch Thomas Sabisch, aus einer Funk-Band kommend, ersetzt. Veröffentlicht werden konnte das Album Victim of Chains im August 1984.
Bereits im April 1985 lag das Folgealbum Back to Attack vor, mit dem es in Norddeutschland und im angrenzenden Ausland auf Tournee ging. Alle Aktivitäten mussten stets mit dem Leben abseits der Musik vereinbar sein, denn Sabisch war Student, Reinelt und Dieth Zivildienstleistende und die beiden anderen gingen einem Beruf nach (Behle z. B. war Maurer) oder jobbten. So positiv die Veröffentlichung von Back to Attack für die Etablierung von Gravestone in der Metal-Szene auch war, der Schnellschuss zeitigte eine Cover-Panne, deretwegen ein Großteil der Platten mit der falsch abgedruckten Liedabfolge zu Promozwecken eingesetzt werden musste. Ende 1985 trat Thomas Imbacher, ein 18-jähriger Schüler, der Band bei und löste damit Dieter Behle ab. Behle tauchte 1987/1988 bei der Ulmer Formation Tyrant wieder auf. Der nächste Wechsel betraf einen der Gitarristenposten und war Anfang 1986 mit Jürgen Metkos Einstieg abgeschlossen. Zuvor hatte Dieth angekündigt, zu Sinner wechseln zu wollen, spielte aber die Weihnachtsfestivals im Dezember 1985 noch für Gravestone.
Die neue Besetzung startete mit Festivalauftritten in Frankreich. Das Album Creating a Monster setzte 1986 die kontinuierliche Neuerscheinungsserie fort. Back to Attack war im Ausland gut gelaufen, besonders in Frankreich. Creating a Monster hatte nun in Deutschland nach wenigen Wochen bereits 15.000 Käufer gefunden. Tourneen durch Frankreich und Ungarn sowie einige Fernsehauftritte mussten jedoch abgesagt werden, weil Metko, als er und Sabisch auf ihren Motorrädern unterwegs waren, in einen Unfall verwickelt wurde, der ihm eine schwere Handverletzung einbrachte.
Ende 1988 kam es zur Trennung von der Plattenfirma, weil ein Vertrags-, genauer ein Konditionen-Streit ausgebrochen war. Die Band wollte einen Schlussstrich ziehen, aber auch gleichzeitig – da kein Plattenfirma-Angebot fair erschien – ein neues Finanzierungs-Modell ausprobieren. Damit einher ging eine Namensänderung in „48 Crash“. Ideengeber war der seinerzeitige Manager Thomas Bauer. Es wurde ein Fonds eingerichtet. Die zu Teilhabern werdenden Einzahler sollten eine Gewinnbeteiligung erhalten. Heute ist dafür der Begriff Crowdfunding gebräuchlich. Aus den zusammengeflossenen Mitteln wurde ein 30-tägiger Studioaufenthalt in den renommierten Horus-Sound-Studios in Hannover finanziert. Das Personal hatte eine nicht mindere Reputation: Produzent Will Reid arbeitete für Supertramp, Saxon, Thin Lizzy, Motörhead und Thunderhead, Toningenieur Ralf Krause für Gamma Ray. Für die Rechtesicherung wurde ein Musikverlag gefunden, für die Produktion ein eigenes Label namens Fortune Records gegründet und für den Vertrieb mit SPV Einigkeit erzielt. Präsentiert werden konnte im Herbst 1990 das Album Some Like It Hot. Trotz des vermeintlich glatten Fortgangs kam es zur Auflösung von 48 Crash.
Im März 2019 wurde bekannt, dass sich die Band nach mehr als 30 Jahren in der Besetzung von Dezember 1985 (Majdan, Reinelt, Dieth, Sabisch, Imbacher) wieder für Konzerte zusammengefunden hat. In dieser Besetzung spielte die Band am 21. Juni 2019 nach 35 Jahren eine umjubelte Comeback-Show in Illerzell bei Ulm vor rund 1.200 Zuschauern. Im Oktober 2019 folgte eine Headliner-Show im Riffelhof Burgrieden, die bereits kurz nach Ankündigung ausverkauft war. Weitere gebuchte Shows fielen dann der Corona-Pandemie zum Opfer.
2022 kehrte Gravestone jedoch auf die Bühne zurück und spielte im Juni 2022 eine Open-Air-Show im Stadtpark Weißenhorn vor rund 1.000 Zuschauern, der im Oktober 2022 ein weiterer spektakulärer Auftritt der Band beim legendären Keep-It-True-Rising-II-Festival in Würzburg folgte. Zum Abschluss des Konzertjahres 2022 trat Gravestone im November im Kaminwerk Memmingen auf. Bei den Shows im Jahr 2022 stellte die Band u. a. einen neuen Song mit dem Titel „Flames“ vor und kündigte weiteres neues Material an.

## Stil
Die Frühwerke werden dem „Seventies-Progrock“ zugerechnet. Das Eclipsed erkannte im Debüt auch die Vorzeichen der später eingeschlagenen Richtung, indem es von „Space-Sounds (wie auf den ersten beiden UFO-Alben) und Hard Rock-Muster[n]“ schrieb. Passend dazu befindet sich auf der CD-Wiederveröffentlichung als Bonustrack die UFO-Coverversion Flying.
Metal Mike Blim meinte hinsichtlich des Victims-Stils, es sei „[e]infallsreicher, schneller HM, der dennoch sehr viel Wert auf Melodie legt“. Als Maßstab dienten Accept und die Scorpions und die Ambitionen beziehungsweise Aussichten seien ähnlich denen von Trance, Warlock, Steeler und Sinner.
Jens Schmiedeberg machte auf Back to Attack eine Klassik-Bearbeitung, eine Ballade und vor allem „Dampfhammer-Rock“ aus. Die Speed-Metal-Passagen, lobte er, höben sich vom üblichen Speed Metal ab, indem sie „Power, Druck, Dynamik und vor allem das spielerische Können“ aufzeigten und gleichzeitig vereinten.
Die Internetplattform stormbringer.at meinte zu Creating a Monster, es sei echter, harter Metal für Leute, die Hammerfall oder Stratovarius mögen.
In der Rock Hard Enzyklopädie findet sich die Beschreibung: „Gravestone spielen rauhen, schnellen Heavy Metal mit sägenden Gitarren und markanten Vocals“. Damit gehörten sie in die Reihe des „Teutonen-Metals“ mit Running Wild, Helloween und Grave Digger, jedoch ohne den Durchbruch zu schaffen. Der Neustart unter dem Namen 48 Crash sollte mit „partykompatipler“ Musik angegangen werden, zeitigte aber noch weniger Erfolg.
Andreas Schöwe bemängelte in seiner Rezension von Some Like It Hot die allzu gewollte und daher unglaubhafte „amerikanische Rock-’n’-Roll- und südstaatenverdächtige Blues-Atmosphäre“.

## Diskografie
- 1979: Doomsday (AVC)
- 1980: War (AVC)
- 1984: Victim of Chains (Scratch Records)
- 1985: Back to Attack (Scratch Records)
- 1986: Creating a Monster (Scratch Records)
- 1993: Gravestone (Best-of-Album, Laserlight)

als 48 Crash
- 1990: Some Like It Hot (Fortune Records)